# Perito en lunas
Perito en lunas (titulado inicialmente Poliedros) es el primer libro de poemas del poeta español Miguel Hernández. Publicado en 1933, consta de 42 poemas, todos ellos octavas reales, y pertenece a la época neogongorina de Miguel Hernández. El amigo y mentor del poeta, Ramón Sijé, prologó el volumen.
Miguel Hernández elaboró esta obra tras su primer viaje a Madrid (entre el 31 de diciembre de 1931 y el 15 de mayo de 1932) y haber tomado allí contacto con la obra de la Generación del 27 en su vertiente neogongorina. Si bien el surrealismo ya estaba en la obra de algunos de estos escritores, Miguel Hernández no toma esta teoría para esta primera obra, según algunos estudiosos no sería hasta conocer a Aleixandre y Neruda en 1934 cuando tome plena conciencia del surrealismo. Otros, sin embargo, quieren ver influencias surrealistas en las alusiones sexuales que encontramos en esta obra.

## Crítica
Perito en lunas fue el primer libro de poemas publicado por Miguel Hernández, y en él se aprecia la influencia del gongorismo que afectó a todos los componentes de la llamada Generación del 27, de la que Miguel Hernández suele ser considerado un miembro tardío. Los 42 poemas de que consta el libro muestran una gran destreza verbal e imaginativa, empleada para oscurecer el contenido de los poemas, hasta el punto de que Gerardo Diego los denominó "acertijos poéticos" cuyos temas suelen ser objetos cotidianos elevados a la categoría de objetos artísticos. La estrofa elegida (la octava real) es también una muestra de su deuda con Luis de Góngora, ya que esta misma estrofa fue usada por el poeta cordobés en la Fábula de Polifemo y Galatea.